# Temporada 1957 de la NFL
La Temporada 1957 de la NFL fue la 38.ª en la historia de la NFL. Pete Rozelle fue nombrado gerente
general de Rams. Anthony J. Morabito, fundador y copropietario de los 49ers,
murió de un ataque al corazón durante un partido contra los Bears en el Kezar Stadium el 27 de octubre. Se registró una asistencia récord en la
NFL de 102.368 en el juego de los 49ers-Rams en el L.A. Memorial, el 10 de noviembre.
La temporada finalizó cuando los Detroit Lions vencieron a los Cleveland Browns 59-14 por el juego de campeonato
de la NFL.

## Principales cambios en las reglas
- Durante el tiempo extra de muerte súbita, las reglas para los tiempos de espera son los mismos que en un juego regular, incluyendo los últimos dos minutos del segundo y cuarto periodo.
- Los equipos locales utilizaban camisetas oscura y equipo visitantes vestían de blanco. Anteriormente, se les permitió a los equipos de la NFL usar el color que más les gustaba, incluso si chocaba con el otro equipo, y no se requería tener una camiseta blanca.

## Carrera de Conferencia
Cleveland ganó su primer partido, 6-3 sobre los Giants, y lideró la Conferencia Este de punta a punta. Una derrota 17-7 frente a los Eagles en
la semana cuatro obligó a los Browns a compartir el liderazgo con Nueva York, pero los Giants perdieron la siguiente semana, y pasó el resto de
la temporada tratando de alcanzar a Cleveland.
En la Conferencia Oeste fue más luchada. Baltimore, Detroit y San Francisco lideraron en varias ocasiones, y tenían idénticos registros al
final de la penúltima semana (7-4).
Cuando dos equipos empataban en el primer lugar, se jugaba un partido de desempate. La NFL tenía una provisión para este: "Si tres equipos
ganan, empatan o pierdan, a continuación, una serie de playoffs de dos semanas comenzaba el próximo domingo con Baltimore con una semana de
descanso, San Francisco jugando Detroit, y el ganador contra los Colts en Baltimore 29 de diciembre." 
Detroit y San Francisco ganaron el último partido con sus quarterbacks suplentes (Tobin Rote y el novato John Brodie, respectivamente),
pero los Colts perdieron, por lo que el desempate adicional nunca sucedió.
| Semana | Oeste                    | Marca | Este                        | Marca |
| ------ | ------------------------ | ----- | --------------------------- | ----- |
| 1      | 3 equipos (Bal, GB, LA)  | 1–0–0 | 3 equipos (Cards, Cle, Pit) | 1–0–0 |
| 2      | Baltimore Colts          | 2–0–0 | Cleveland Browns            | 2–0–0 |
| 3      | Baltimore Colts          | 3–0–0 | Cleveland Browns            | 3–0–0 |
| 4      | 3 equipos (Bal, Det, SF) | 3–1–0 | Empate (Cle, NYG)           | 3–1–0 |
| 5      | San Francisco 49ers      | 4–1–0 | Cleveland Browns            | 4–1–0 |
| 6      | San Francisco 49ers      | 5–1–0 | Cleveland Browns            | 5–1–0 |
| 7      | San Francisco 49ers      | 5–2–0 | Cleveland Browns            | 6–1–0 |
| 8      | 3 equipos (Bal, Det, SF) | 5–3–0 | Cleveland Browns            | 6–1–1 |
| 9      | Baltimore Colts          | 6–3–0 | Cleveland Browns            | 7–1–1 |
| 10     | Baltimore Colts          | 7–3–0 | Cleveland Browns            | 8–1–1 |
| 11     | 3 equipos (Bal, Det, SF) | 7–4–0 | Cleveland Browns            | 8–2–1 |
| 12     | Empate (Det, SF)         | 8–4–0 | Cleveland Browns            | 9–2–1 |

## Temporada regular
V = Victorias, D = Derrotas, E = Empates, CTE = Cociente de victorias, PF= Puntos a favor, PC = Puntos en contra
Nota: Los juegos empatados no fueron contabilizados de manera oficial en las posiciones hasta 1972
| Cleveland Browns    | 9 | 2 | 1 | .818 | 269 | 172 |
| New York Giants     | 7 | 5 | 0 | .583 | 254 | 211 |
| Pittsburgh Steelers | 6 | 6 | 0 | .500 | 161 | 178 |
| Washington Redskins | 5 | 6 | 1 | .455 | 251 | 230 |
| Philadelphia Eagles | 4 | 8 | 0 | .333 | 173 | 230 |
| Chicago Cardinals   | 3 | 9 | 0 | .250 | 200 | 299 |

| Detroit Lions       | 8 | 4 | 0 | .667 | 251 | 231 |
| San Francisco 49ers | 8 | 4 | 0 | .667 | 260 | 264 |
| Baltimore Colts     | 7 | 5 | 0 | .583 | 303 | 235 |
| Los Angeles Rams    | 6 | 6 | 0 | .500 | 307 | 278 |
| Chicago Bears       | 5 | 7 | 0 | .417 | 203 | 211 |
| Green Bay Packers   | 3 | 9 | 0 | .250 | 218 | 311 |

## Juego de Campeonato
Juego de Desempate, Conferencia Oeste
- Detroit Lions 31, San Francisco 49ers 27, 22 de diciembre de 1957, Kezar Stadium, San Francisco, California

Juego de Campeonato
- Detroit Lions 59, Cleveland Browns 14 , 29 de diciembre de 1957, Briggs Stadium, Detroit, Míchigan

## Premios anuales
Al final de temporada se entregan diferentes premios reconociendo el valor del jugador durante la temporada entera.
| Premio              | Ganador       | Posición     | Equipo           |
| ------------------- | ------------- | ------------ | ---------------- |
| Jugador más valioso | Jim Brown     | Running back | Cleveland Browns |
| Entrenador del año  | George Wilson | Head Coach   | Detroit Lions    |